# Dora Werzberg
Dora Werzberg Amelan (n. 5 septembrie 1920, Strasbourg, Franța – d. 1 aprilie 2020, Paris, Métropole du Grand Paris, Franța) a fost o asistentă medicală și socială franceză. În 1942, a salvat copii evrei prin Œuvre de secours aux enfants (OSE). A lucrat în Camp de Rivesaltes și lagărul Gurs și a avut grijă de copiii care au supraviețuit în lagărele de concentrare naziste. A murit în timpul pandemiei de COVID-19 din cauza complicațiilor cauzate de COVID-19. 

## Biografie
Werzberg s-a născut în Strasbourg ca fiica lui Karl Werzberg și Gisèla Blum, evrei emigranți din Polonia. Familia s-a mutat la Anvers când Werzberg avea zece ani, unde a rămas până la moartea mamei ei și invadarea Belgiei de către Germania Nazistă. Apoi s-a alăturat unei mișcări zioniste de tineret.
Werzberg a avut două surori, Manda, care a murit de septicemie în 1942, și Simone Ben David, care a murit în Israel, la vârsta de 86 de ani. Printre verii săi se numără Georges Loinger și Marcel Marceau. Werzberg a mers la comandamentul german pentru a obține acte să fugă în sudul Franței. Tatăl ei nu a reușit să obțină documentele, dar au fugit ilegal spre Zone libre. O dată ajunși colo, familia Werzberg s-a stabilit în Limoges, unde se afla și familia ei extinsă.
Werzberg a lucrat pentru OSE, lagărul Rivesaltes și, în cele din urmă, la lagărul Gurs până la închiderea sa în noiembrie 1943.

## Distincții
- Cavaler al Legiunii de Onoare (2016)[11]